# Inverigo
Inverigo là một đô thị ở tỉnh Como trong vùng Lombardia, có cự ly khoảng 30 kilômét (19 mi) về phía bắc của Milano và khoảng 14 kilômét (9 mi) về phía đông nam của Como. Tại thời điểm ngày 31 tháng 12 năm 2004, đô thị này có dân số 8.209 người và diện tích là 10 km².
Đô thị Inverigo có các frazioni (các đơn vị trực thuộc, chủ yếu là các làng) Cremnago, Villa Romanò, và Romanò.
Inverigo giáp các đô thị: Alzate Brianza, Arosio, Brenna, Briosco, Carugo, Giussano, Lambrugo, Lurago d'Erba, Nibionno, Veduggio con Colzano.